# Список членов Совета Республики Беларусь V созыва
Совет Республики Национального собрания Республики Беларусь V созыва (бел. Савет Рэспублікі Нацыянальнага сходу Рэспублікі Беларусь V склікання)— верхняя палата белорусского парламента, избранная на непрямых выборах областными Советами депутатов с 6 по 25 сентября 2012 года.
28 сентября 2012 года на заседании Центральной комиссии Республики Беларусь по выборам и проведению республиканских референдумов установлены итоги выборов членов Совета Республики Национального собрания Республики Беларусь седьмого созыва. От каждой области, города Минска избрано по восемь членов Совета Республики, ещё 8 членов были назначены Президентом Республики Беларусь. Всего избрано 64 члена Совета Республики.

## Порядок формирования

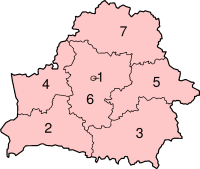
Карта Республики Беларусь, цифрами обозначены: 1 — город Минск; 2 — Брестская область; 3 — Гомельская область; 4 — Гродненская область; 5 — Могилёвская область; 6 — Минская область; 7 — Витебская область

Совет Республики является палатой территориального представительства. В соответствии с частью второй статьи 91 Конституции Республики Беларусь от каждой области и города Минска тайным голосованием избираются на заседаниях депутатов местных Советов, депутатов базового уровня каждой области и города Минска по восемь членов Совета Республики. Восемь членов Совета Республики назначаются Президентом Республики Беларусь.
В соответствии с Конституцией Республики Беларусь выборы нового состава Совета Республики назначаются Президентом Республики Беларусь не позднее четырех месяцев и проводятся не позднее 30 дней до окончания полномочий Совета Республики действующего созыва. Внеочередные выборы Совета Республики проводятся в течение трех месяцев со дня досрочного прекращения его полномочий.
Членом Совета Республики может быть гражданин Республики Беларусь, достигший 30 лет и проживший на территории соответствующей области, города Минска не менее пяти лет. Член Совета Республики не может быть одновременно депутатом Палаты представителей, членом Правительства; не допускается совмещение обязанностей члена Совета Республики с одновременным занятием должности Президента Республики Беларусь или судьи.
Первая после выборов сессия Совета Республики созывается Центральной комиссией по выборам и проведению республиканских референдумов и начинает свою работу не позднее чем через 30 дней после выборов.

## Структуры и состав

### Руководство Совета Республики
- Михаил Владимирович Мясникович — Председатель Совета Республики Национального собрания Республики Беларусь (избран членом Совета Республики Национального собрания Республики Беларусь V созыва от города Минска);
- Анатолий Максимович Русецкий — Заместитель Председателя Совета Республики Национального собрания Республики Беларусь (избран членом Совета Республики Национального собрания Республики Беларусь V созыва от города Минска).

### Президиум Совета Республики
- Светлана Михайловна Герасимович — Председатель Постоянной комиссии Совета Республики Национального собрания Республики Беларусь по региональной политике и местному самоуправлению (избрана членом Совета Республики Национального собрания Республики Беларусь пятого созыва от Минской области)
- Николай Владимирович Казаровец — Председатель Постоянной комиссии Совета Республики Национального собрания Республики Беларусь по образованию, науке, культуре и социальному развитию (избран членом Совета Республики Национального собрания Республики Беларусь пятого созыва от города Минска)
- Лилия Францевна Мороз — Председатель Постоянной комиссии Совета Республики Национального собрания Республики Беларусь по законодательству и государственному строительству (избрана членом Совета Республики Национального собрания Республики Беларусь пятого созыва от Минской области)
- Владимир Иванович Пантюхов — Председатель Постоянной комиссии Совета Республики Национального собрания Республики Беларусь по экономике, бюджету и финансам (избран членом Совета Республики Национального собрания Республики Беларусь пятого созыва от Могилевской области)
- Владимир Леонович Сенько — Председатель Постоянной комиссии Совета Республики Национального собрания Республики Беларусь по международным делам и национальной безопасности (избран членом Совета Республики Национального собрания Республики Беларусь пятого созыва от города Минска).

## Результаты
Совет Республики Национального собрания Республики Беларусь V созыва состоял из следующих членов (полужирным выделены члены Президиума Совета Республики):
| Брестская область                | Витебская область               | Гомельская область              | Гродненская область              |
| -------------------------------- | ------------------------------- | ------------------------------- | -------------------------------- |
| Вдовенко, Татьяна Дмитриевна     | Коневалов, Николай Николаевич   | Беспалый, Сергей Михайлович     | Алексей, Юрий Марьянович         |
| Гриневская, Лидия Владимировна   | Косинец, Александр Николаевич   | Дворник, Владимир Андреевич     | Долгошей, Тамара Сергеевна       |
| Кухарская, Людмила Анатольевна   | Косинец, Александр Николаевич   | Дорогокупец, Анжелика Юрьевна   | Ковалько, Адам Дмитриевич        |
| Мороз, Юрий Дмитриевич           | Мартынов, Николай Васильевич    | Кралевич, Ирина Николаевна      | Курлович, Александр Николаевич   |
| Николайчик, Людмила Владимировна | Плыткевич, Владимир Тимофеевич  | Ляхов, Александр Андреевич      | Павловский, Андрей Павлович      |
| Ничишина, Татьяна Викторовна     | Солодков, Александр Петрович    | Петкун, Ирина Яковлевна         | Позняк, Нина Михайловна          |
| Сумар, Константин Андреевич      | Шарейко, Анна Васильевна        | Струк, Татьяна Алексеевна       | Последняя, Тамара Ивановна       |
| Шмат, Людмила Валерьевна         | Шершень, Петр Петрович          | Черняков, Дмитрий Владимирович  | Ревяко, Василий Афанасьевич      |
| Минская область                  | Могилёвская область             | город Минск                     | Назначенные Президентом          |
| Батура, Борис Васильевич         | Костогоров, Виталий Геннадьевич | Бузовский, Игорь Иванович       | Доманевский, Владимир Викторович |
| Герасимович, Светлана Михайловна | Костогоров, Виталий Геннадьевич | Казаровец, Николай Владимирович | Козиятко, Юрий Васильевич        |
| Корешков, Евгений Филиппович     | Костян, Нина Федоровна          | Ладутько, Николай Александрович | Косинец, Александр Николаевич    |
| Мороз, Лилия Францевна           | Крутько, Елена Алексеевна       | Мороз, Александр Иванович       | Лис, Анатолий Васильевич         |
| Новицкий, Сергей Григорьевич     | Марзалюк, Игорь Александрович   | Мясникович, Михаил Владимирович | Шапиро, Семён Борисович          |
| Павлюкевич, Владимир Павлович    | Пантюхов, Владимир Иванович     | Рубинов, Анатолий Николаевич    | Шерстнёв, Николай Николаевич     |
| Радоман, Николай Вячеславович    | Пинчук, Виктор Фёдорович        | Русецкий, Анатолий Максимович   | Шорец, Андрей Викторович         |
| Сороко, Светлана Григорьевна     | Рудник, Пётр Михайлович         | Сенько, Владимир Леонович       |                                  |
|                                  |                                 | Шакутин, Александр Васильевич   |                                  |